# کارچاگ
کارچاگ (به لاتین: Karchag) یک منطقهٔ مسکونی در روسیه است که در داغستان واقع شده‌است.